# Ajuar funerario

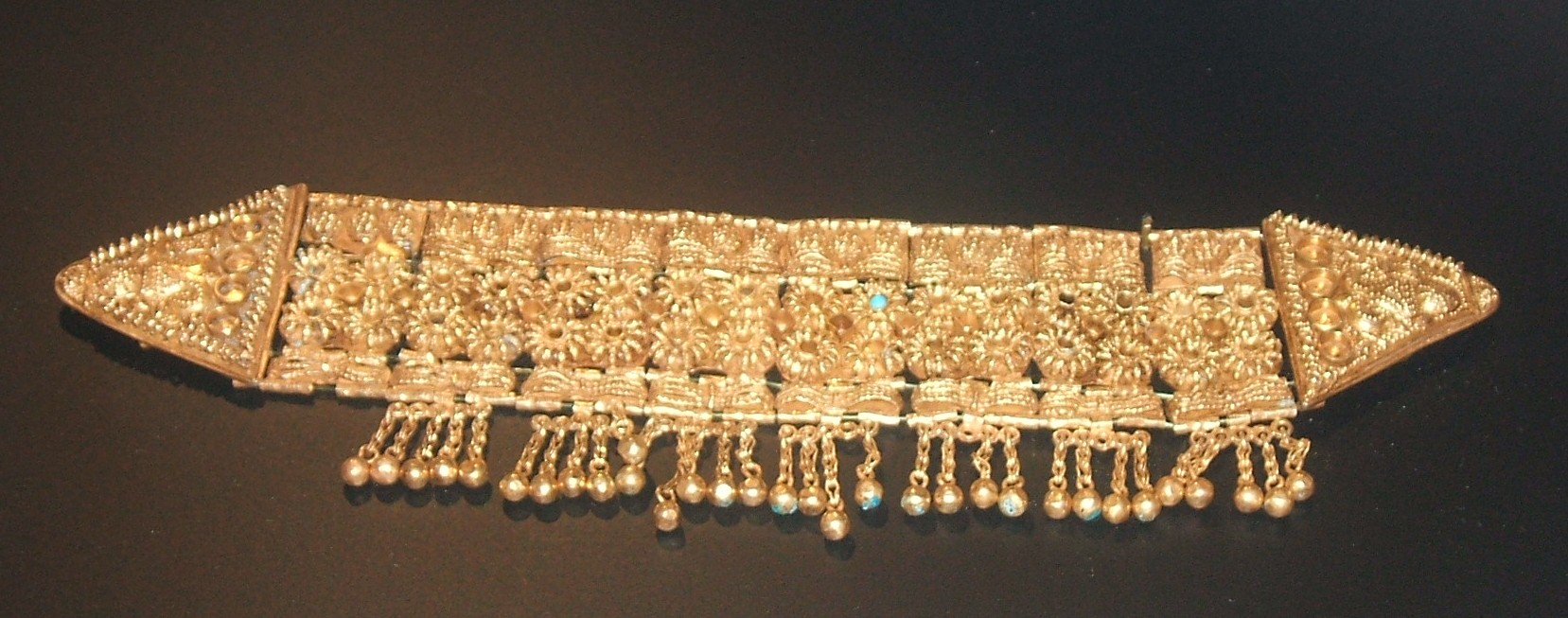
Diadema del ajuar funerario del tesoro de Aliseda (Cáceres), arte tartésico (siglo VII a. C.)

Un ajuar funerario, en arqueología y antropología, se refiere a los objetos colocados con el cuerpo de los muertos en su tumba, ya sea mediante inhumación o cremación

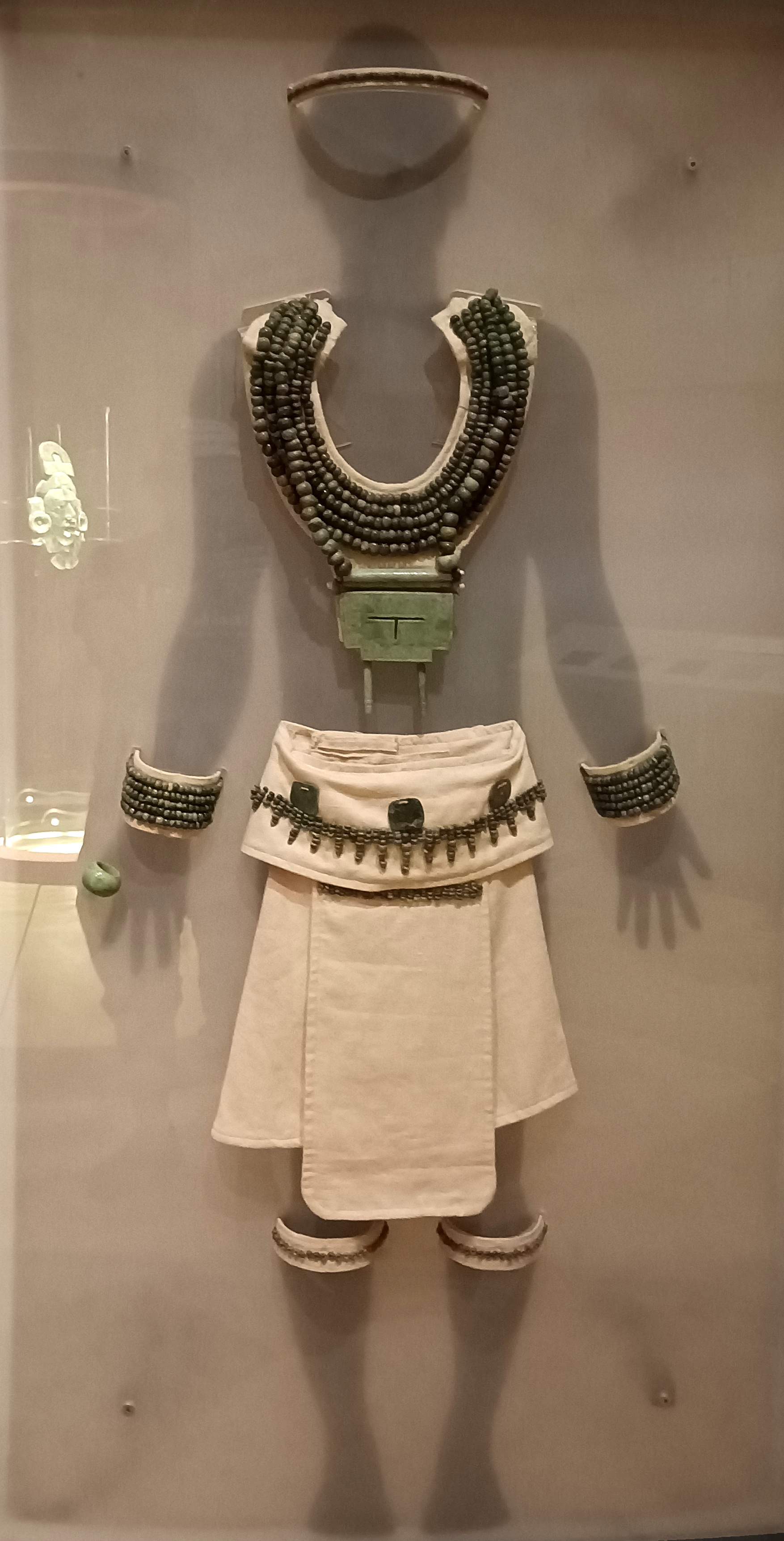
Ajuar funerario de Calakmul, exhibido en el Museo de Arquitectura Maya Baluarte de la Soledad

Sugieren la creencia en alguna forma de vida después de la muerte, ya que, por lo general, son bienes personales, provisiones para allanar el camino del difunto en la otra vida o bien, son ofrendas a los dioses. El ajuar funerario es un tipo de ofrenda votiva. La mayoría de los ajuares funerarios recuperados por los arqueólogos son objetos inorgánicos, tales como cerámica y utensilios de piedra y metal, pero existen pruebas de que también se depositaron objetos orgánicos que se han deteriorado desde que se colocaron en las tumbas.

## Evolución
Existen evidencias de esta práctica , al menos, desde el paleolítico Medio. En el Paleolítico Superior, se han encontrado ajuares funerarios consistentes en colmillos perforados de ciervo, cuentas de valvas marinas o algunos objetos líticos con ocre rojo alrededor de los huesos.
Ha sido así en lugares como las cuevas de Grimaldi (Italia), donde apareció un raro gorro parecido a un bonete con 3000 conchas y de Cavillon (Francia), donde el esqueleto estaba cubierto con más de 200 conchas perforadas y 22 dientes de animales perforados alrededor del cuello, además de dos cuchillos de sílex y otro utensilio de asta de ciervo.
Fue muy común durante el Neolítico y en la Edad del Bronce, donde objetos como vasos de incienso, utensilios de sílex, dagas o collares se depositaban en recipientes de cerámica, que se colocaban en las tumbas.
Algunos de los más famosos y bien conservados ajuares funerarios son del Antiguo Egipto. Allí, que disponían hasta del Libro de los muertos, donde se describía el recorrido del muerto hasta la otra vida, el pensamiento de la época era muy fuerte en la creencia de que la vida en el Más Allá transcurría de manera similar a la vida en este mundo, por lo que los bienes depositados en sus tumbas podrían ser usados por el difunto en la vida futura. También pintaban imágenes que presentaba el disfrute de la vida terrenal del difunto, sus trabajos y su estancia en compañía de su familia; a veces, se incluían estatuillas de sirvientes, llamados ushebti, con la intención de que les sirvieran en su vida futura.  El ajuar funerario del faraón Tutankamón es famoso porque fue una de las pocas tumbas egipcias que no había sido saqueada antes de su descubrimiento por Howard Carter.
Donde había ajuares funerarios, existía un potencial problema de saqueo de tumbas. Los etruscos marcaban la palabra śuθina, que en lenguaje etrusco significaba: "de una tumba", en los ajuares funerarios depositados con los muertos para desalentar su reutilización por los vivos.
Se puede decir que en todas las épocas y zonas geográficas de la Antigüedad, con mayor o menor profusión o riqueza del ajuar, son frecuentes estas prácticas funerarias, desde la cultura mesopotámica en el Oriente Próximo, donde se descubrió un personaje enterrado en el cementerio real de Ur del III milenio a. C. no solo con sus adornos o utensilios sino también con sus soldados armados, sacerdotes, músicos, siervos y aurigas con sus carros hasta la cultura moche del continente americano, desde la Antigua Grecia, donde los muertos eran enterrados con dos monedas para pagar al barquero que transportaría su alma, hasta las diferentes culturas de la península ibérica, pasando por Roma o Rusia. 
Con la llegada del cristianismo, en el período de la Alta Edad Media, declinó el uso de ajuares funerarios, aunque ocasionalmente fue utilizado por personajes importantes como los canónigos, que podían poner en sus tumbas objetos tales como insignias de peregrinaje.
Todavía, en algunas culturas, se siguen practicando ritos que dedican a los dioses la utilización de los muertos. En algunos pueblos de Asia Oriental se ofrecen a los muertos lo que se suele llamar "Billetes del infierno", creyendo que si se queman estas ofrendas de dinero, el difunto lo tendrá disponible para gastarlo.

## Análisis de los ajuares funerarios
La primera fase del análisis de los ajuares funerarios ayuda a determinar país, gente, tipo de sociedad, ciudad, cementerios, etc.; básicamente, la configuración sociológica de la sociedad. Incluso los 'cementerios', o entierros y ofrendas funerarias de un pequeño suburbio de una ciudad, pueden ayudar a determinar la sociedad, el mix de personas y qué relaciones tienen con otros países o pueblos. 
Los ajuares funerarios son, a menudo, un indicador fiable relativo del estatus social. Los arqueólogos han comparado la aparente mano de obra, su cantidad y los costos de los objetos encontrados en la tumba con los restos de las personas enterradas. Los indicadores forenses que pueden investigarse con los restos humanos tienden a mostrar que, aunque las tumbas de los ricos tenían una incidencia más o menos igual de enfermedades contagiosas y hereditarias a la de los individuos de estatus inferior, estas tumbas de ricos mostraban sustancialmente menos evidencia de estrés biológico en la edad adulta, con menos huesos rotos o signos de trabajos pesados.
La segunda fase del estudio, ayuda a entender dónde se originaron algunos ajuares funerarios. Por ejemplo, oro, plata, joyería, adornos, herramientas, etc., todos los elementos tienen "mano de obra", tienen su procedencia y un tiempo de ejecución determinado. La procedencia de algunos ajuares solo pueden ser conjeturados, ya que algunos de los objetos más interesantes, espectaculares y únicos solo se han encontrado en una tumba. Un ejemplo, de principios del III milenio a. C., es un disco plano, con un agujero en el centro de un eje y, posiblemente, con la intención de hacerlo girar como una peonza (fue encontrado con un grupo de discos, en una habitación). De esteatita, con escenas grabadas, solo se puede adivinar su procedencia. Se encontró en la mastaba de un funcionario egipcio llamado Hemaka. Dado que el saqueo de tumbas era tan común en Egipto, pudo haber procedido de un anterior propietario de la tumba.